# توپراش
توپراش (به ترکی استانبولی: Tüpraş) ([typɾaʃ]) شرکت نفت و گاز ترکیه‌ای است، که در زمینه پالایش نفت خام و گاز طبیعی، تولید بنزین، ال‌پی‌جی، سوخت هواپیما و محصولات پتروشیمی فعالیت می‌کند.
شرکت توپراش در سال ۱۹۸۳ توسط دولت ترکیه تأسیس شد و در حال حاضر به‌عنوان تنها پالایشگر نفت در کشور ترکیه شناخته می‌شود. اکثریت سهام این شرکت هم‌اکنون متعلق به خانواده کوچ می‌باشد، که از طریق شرکت کوچ هولدینگ بر آن مدیریت می‌کند.
دفتر مرکزی این شرکت در شهر کورفز، استان قوجاایلی، ترکیه قرار دارد و بخشی از سهام آن در بازار بورس استانبول معامله می‌شود.